# Meindl

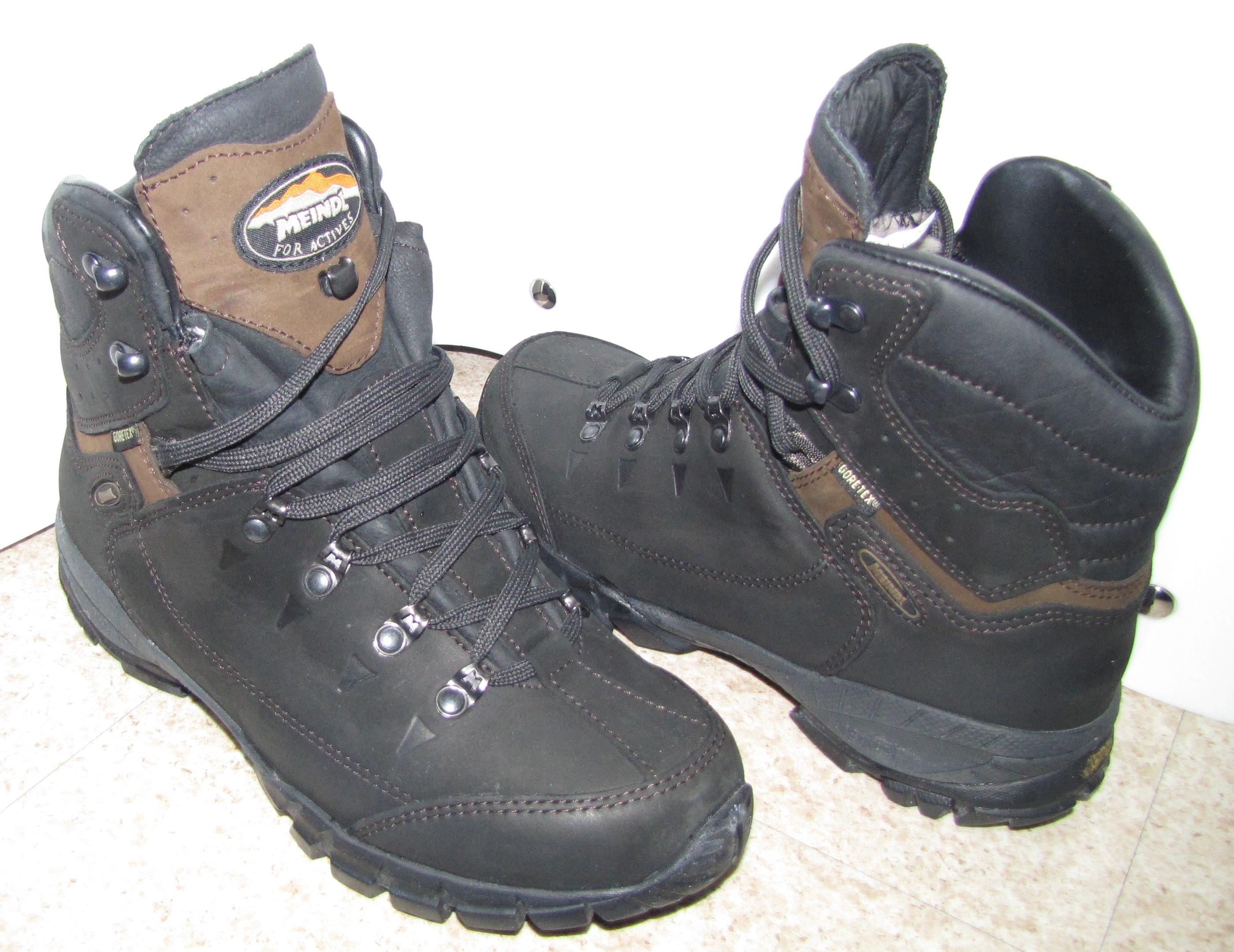
La paire de chaussures de montagne de marque Meindl et de modèle pour femme, Gastein de 2011.

Meindl fondée en 1683 par Petrus Meindl est une marque allemande  basée en Bavière spécialisée dans  la fabrication de matériel de montagne et d'alpinisme,  vêtements, chaussures, etc.

## Matériel militaire français
En 2008, la Direction Centrale du Commissariat de l'armée de terre Française a annoncé que la chaussure mise à disposition en dotation des soldats allait évoluer à partir de 2009. C'est le modèle "Army Pro" de chez Meindl qui a été choisi, et qui est donc devenu depuis la chaussure de combat des soldats de l'armée française en milieu tempéré. La manufacture Argueyrolles (basée à Vitré, en Ille-et-Vilaine), qui produisait une partie des anciennes chaussures de l'armée Française (les brodequins de marche à jambière attenante, couramment surnommées "rangers" en raison de leur ressemblance avec un modèle de l'armée des États-Unis d'Amérique), a reçu l'autorisation de produire des "copies" de ces Meindl Army Pro, mais sans utiliser la marque Meindl.
Meindl fournit également du matériel militaire pour d'autres États, par exemple l'armée du Royaume-Uni.